# Dorflinde in Faistenau

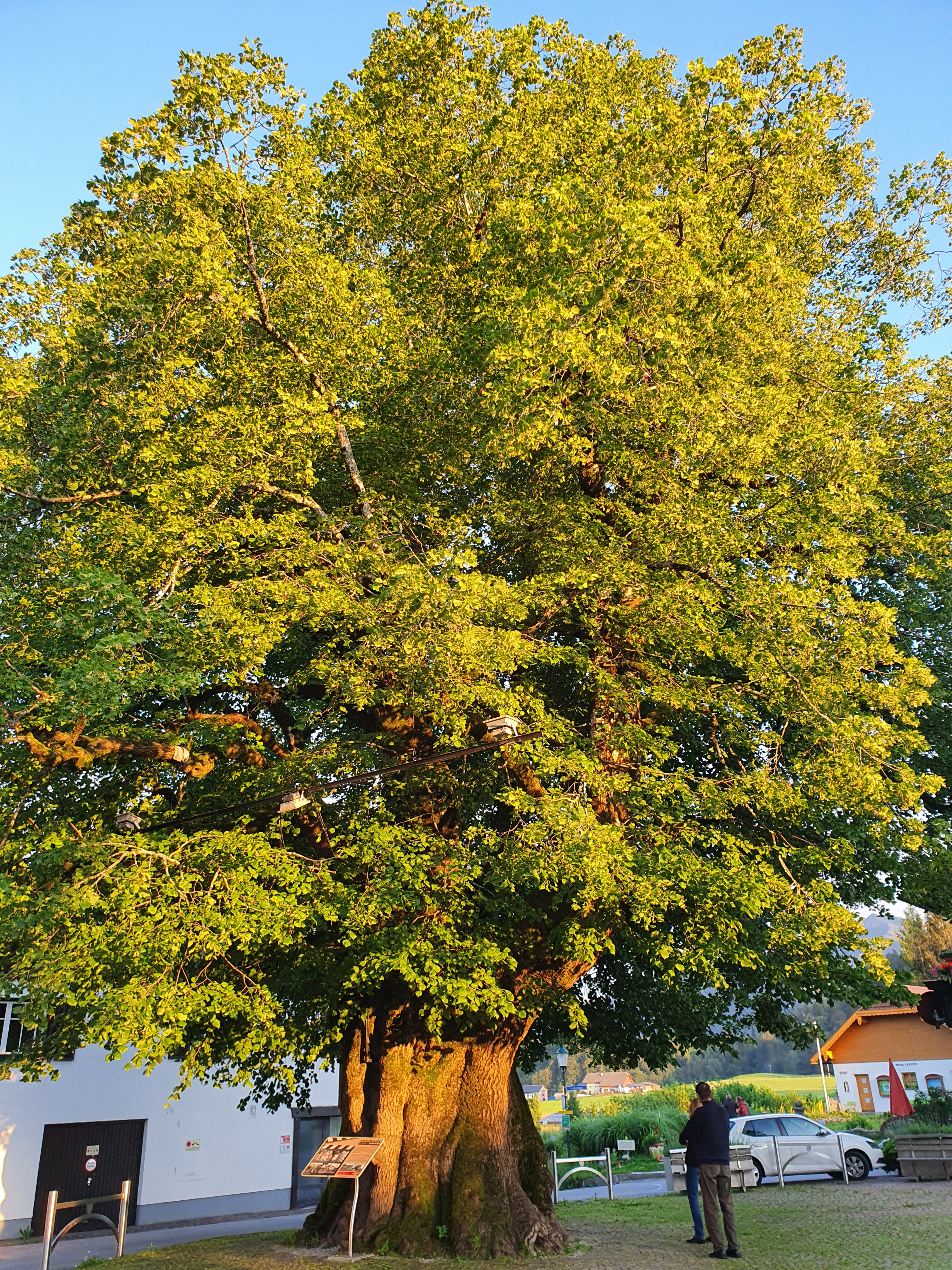
Dorflinde Faistenau (2020)

Die Faistenauer Dorflinde, eine sogenannte Tausendjährige Linde, ist eine Sommerlinde (Tilia platyphyllos) und das Wahrzeichen der Gemeinde Faistenau im Flachgau, Land Salzburg. Die Linde prägt den Dorfplatz und steht als Naturdenkmal unter Schutz.
Der hohle und daher begehbare Stamm der Linde hat einen Umfang von 9,10 Metern, die Linde selber eine Höhe von 20,5 Metern (Stand: 2008).

## Pflanzung
Der jetzige Dorfplatz mit dem umliegenden Gelände wurde einst als in der Geswant bezeichnet, da es (Brand-)Rodungsgebiet gewesen war. Die in dessen Mitte gepflanzte Linde diente offenbar als Tanzlinde, denn sie ist eine im Wachsen so geleitete Linde, dass ein kreisförmiges Podest angebracht werden konnte, um auf diesem in der Baumkrone im Ring zu tanzen. Die Tanzpodeste sind längst verschwunden, während die „verwachsene Linde“ immer noch auf der „Schwandtn“ steht, womit eine „Rodungsinsel“ gemeint war; damals ein gerodeter Berg im Auwald von Faistenau. Inmitten dieser „Gschwandt“ betrieb eine Familie neben der Linde einen Bauernhof und ein Gasthaus, den „Gasthof auf der Gschwandt“, später „Postwirt“ und zurzeit „Gasthof Alte Post“. Anscheinend wurde der Familienname der Betreiber dieses Wirtshauses durch den Flurnamen „Berg“ und vom „Ringtanz“ auf der Tanzlinde gebildet. Der Begriff „Tanz“ war damals nur im Adelsstand üblich, Bürgerliche nannten ihn „Reigen“. Allerdings waren in Faistenau immer wieder Adelige „auf der Gschwandt“ zugegen, nachweislich die Brüder Jakob, Hartneid, Hermann und Ulrich von Thurn, die 1324 die Kirche in der Faistenau stifteten mit dem Recht, jährlich eine Dult abzuhalten. Durch die Anwesenheit der Adeligen von Thurn bei der Dult zum „Tanz“ auf dem „Berg“, der sicher eine Bewirtschaftung durch die ansässigen Bauersleute erfuhr, hat sich vermutlich deren Familienname „Tanzberger“ eingebürgert. Diese scheinen bis 1724 als Besitzer des „Gasthauses auf der Geschwandt“ auf. Dann heiratet die Witwe Maria Tanzberger (geb. Kerschbaumer, 1690–1762) Herrn Joseph Grill aus St. Gilgen und nimmt seinen Namen an.

## Ereignisse unter der Linde
1863

Primiz von Karl Kronlachner am 15. Juli 1900 (Foto: Archiv Kramerwirt Faistenau)

Ein hohler westlicher Ast der Linde wird nach wie vor „Predigtstuhl“ genannt und kann von innen durch den Baum erreicht werden. Bei der Jesuiten-Mission, die am Sonntag den 25. Oktober 1863 begann und bis zum 2. November 1863, Allerseelen, dauerte, wurden 19 der 26 Predigten von dieser „Kanzel“ aus gehalten. Im Salzburger Kirchenblatt ist zu lesen: […] „Ein Gegenstand allgemeiner Bewunderung war die große Linde auf dem Platze vor der Kirche – sie mißt 4½ Umgriff oder 27 Fuß –, an der die Kanzel angebracht war; mit sehr geringer Mühe wurde ein ganz bequemer Aufgang von 9 Stufen durch die sehr schön verwachsene Höhlung der Linde hergestellt, so daß der Prediger aus dem Innern des Baumes auf die Kanzel heraustrat. […].“
1900
Der am 15. Juli 1900 zum Priester geweihte Karl Kronlachner (1877–1951) feierte seine Primiz unter der Faistenauer Dorflinde.
2018

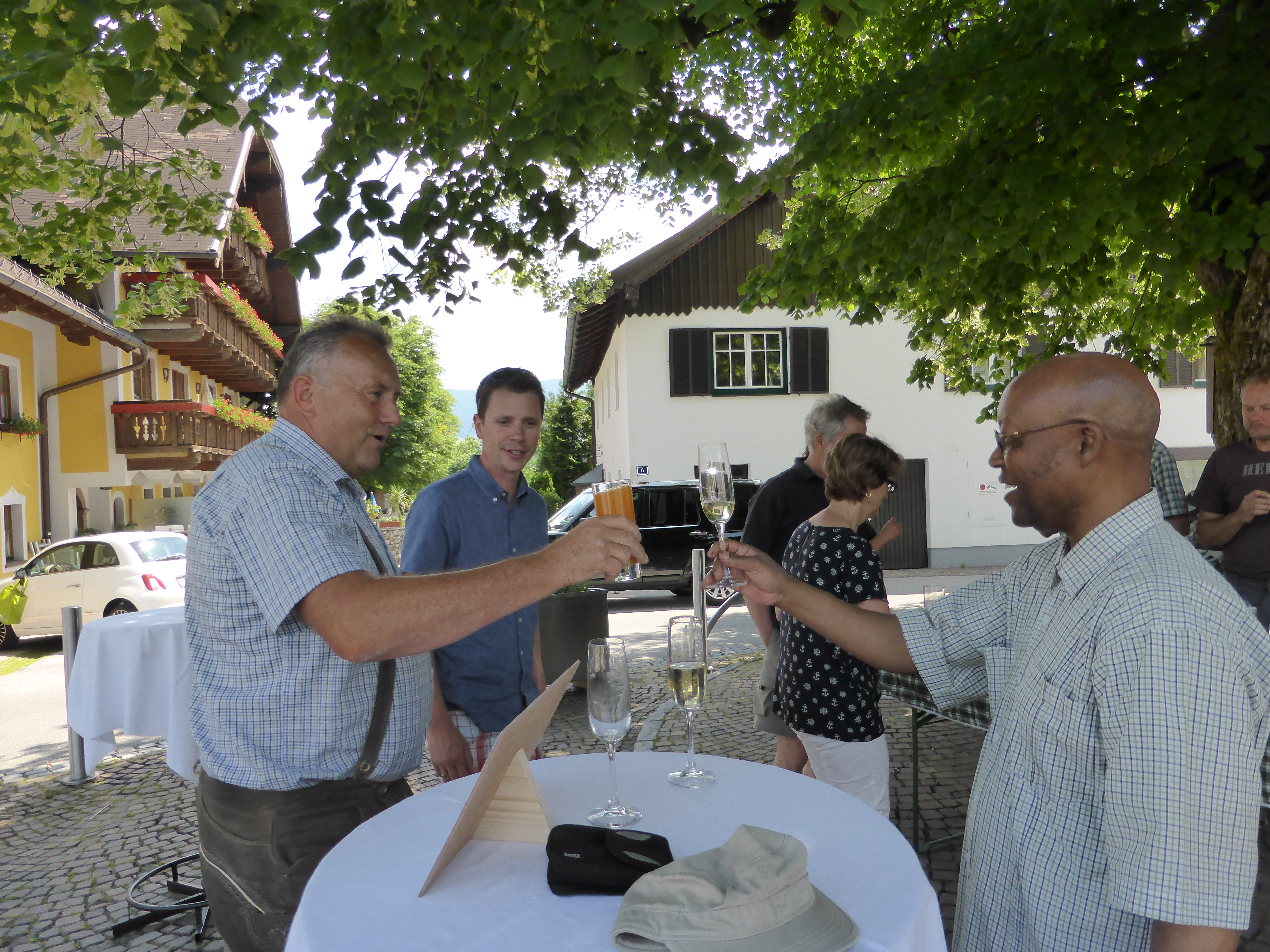
Pater Clement und Josef Wörndl

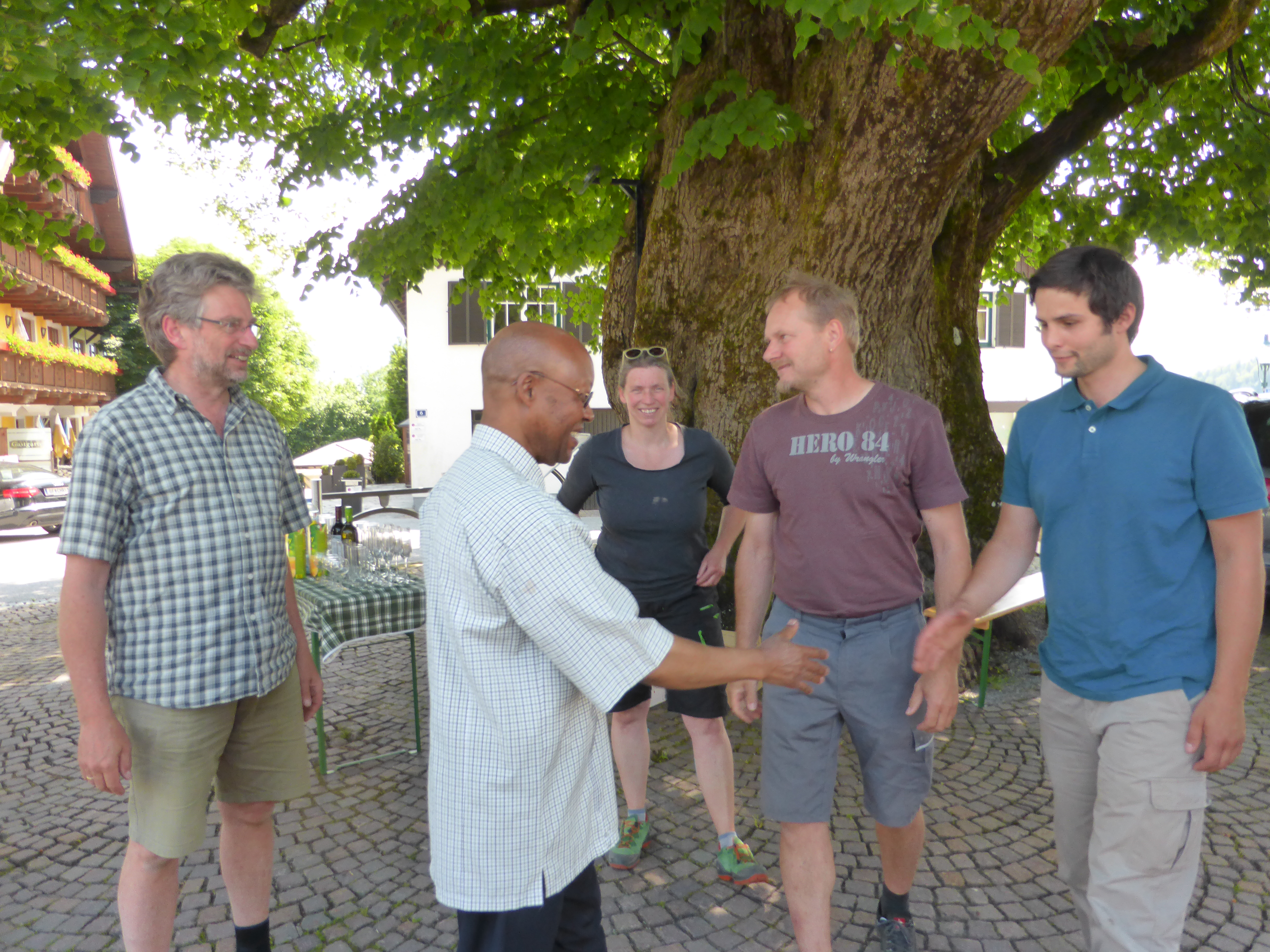
Pater Clement begrüßt die Belegschaft von Orgelbau Linder

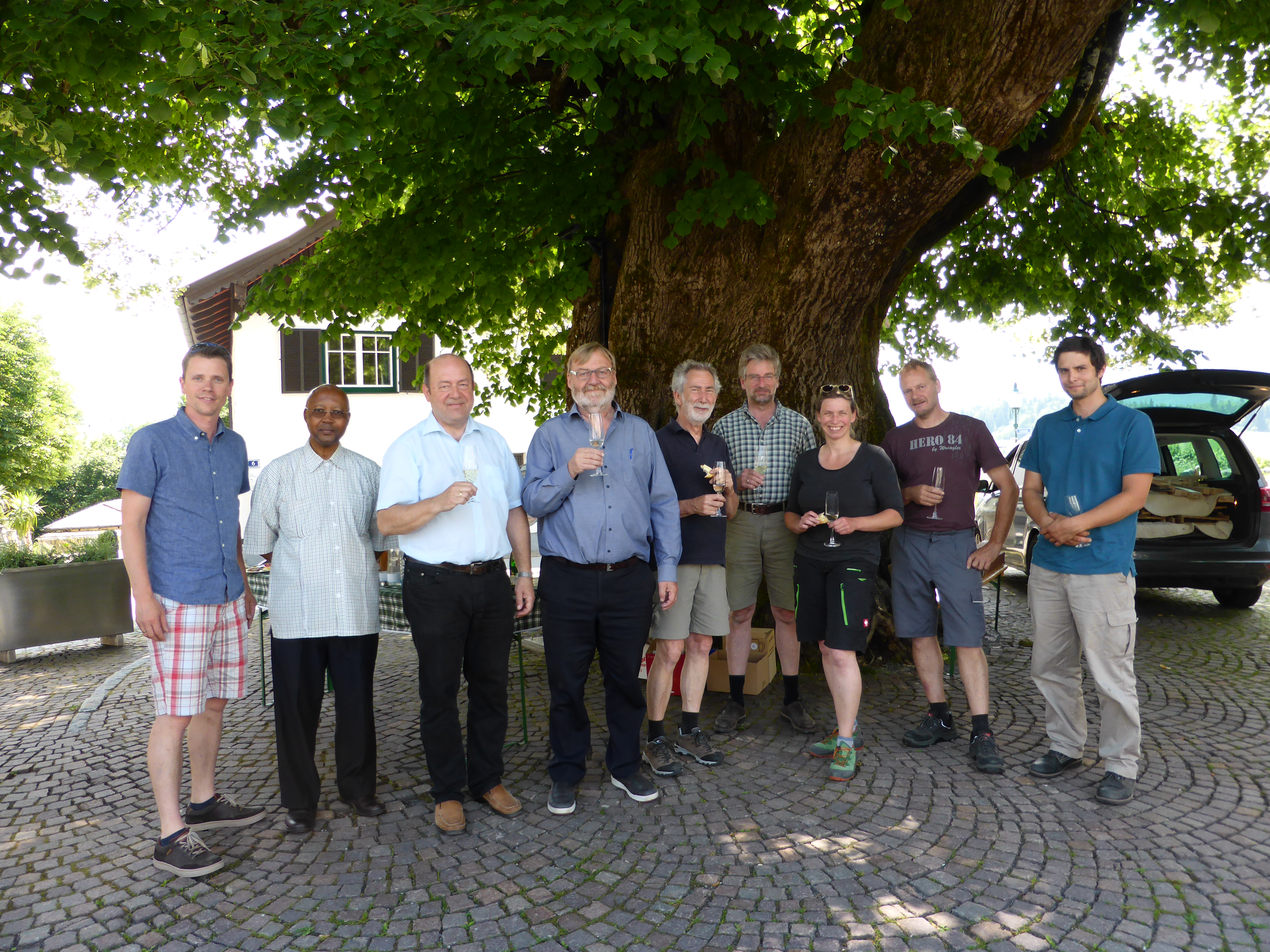
Mitglieder des Faistenauer Orgelkomitees mit den Orgelbauern

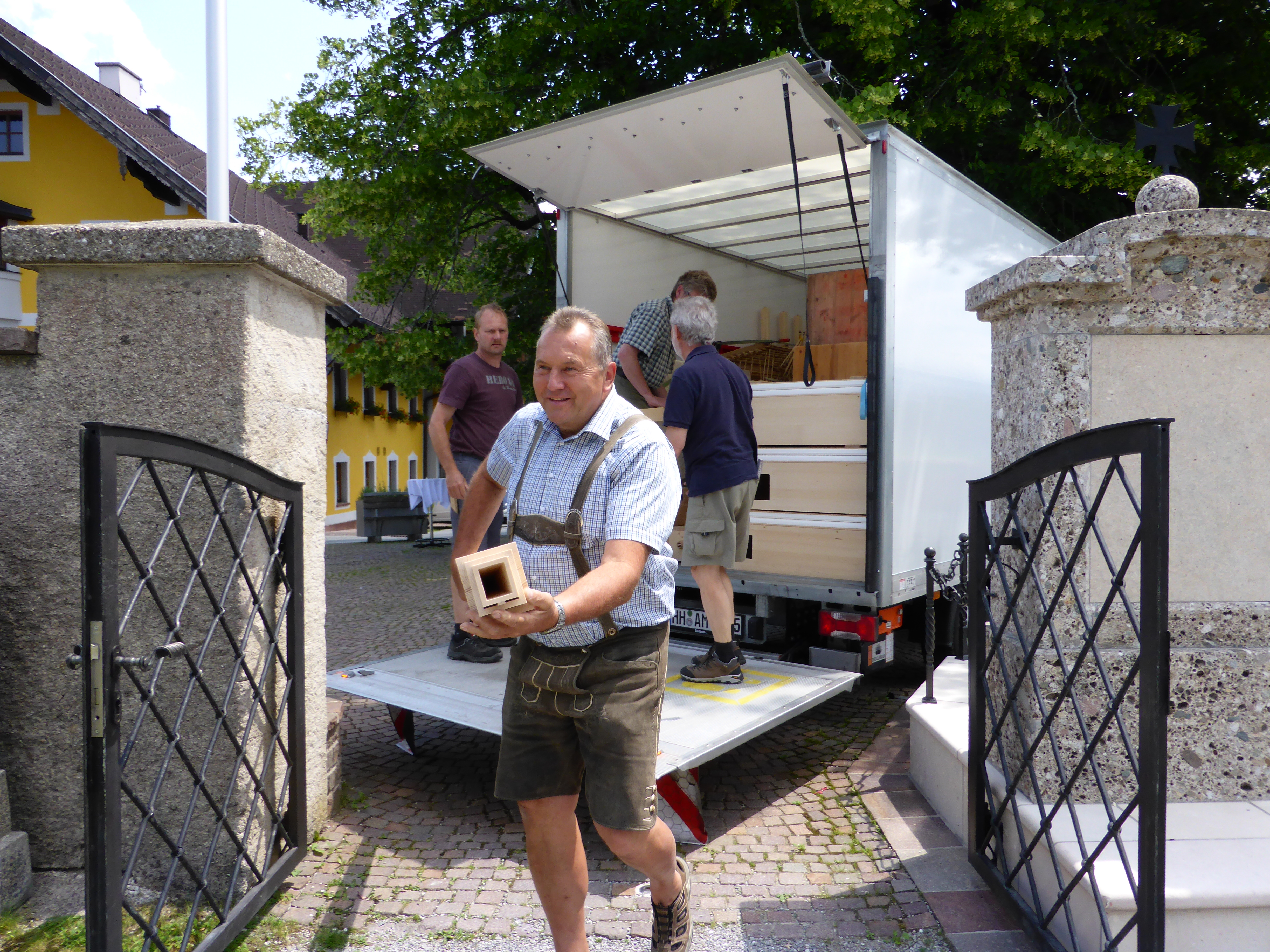
Bürgermeister Josef Wörndl trägt die ersten Orgelpfeifen in die Kirche

Am 5. Juni 2018 um 12:00 Uhr traf unter 15-minütigem Glockengeläut die neue Orgel von Orgelbaumeister Alois Linder auf dem Dorfplatz unter der Linde ein. Dabei wurde die Belegschaft des Orgelbauers von Pfarrer P. Clement, Bürgermeister Josef Wörndl und verschiedenen Faistenauern mit einem kleinen Festakt begrüßt.

## Bedeutung
Ihre Bedeutung wird im Gemeindewappen sichtbar, welches die Linde im Zentrum zeigt und von zwei Sparren, die dem Wappen der Herrn von Thurn entnommen wurden, überdacht wird.
Zu bestimmten Anlässen finden Trachtengruppen, Gesangvereine und Festzüge vor ihr Aufstellung. Alle drei Jahre wird unter ihr der Jedermann aufgeführt, die nächste Staffel ist für den Sommer 2025 vorgesehen (4. Juli bis 9. August). Die Linde ist eine der Sehenswürdigkeiten der Gemeinde.
Von Friedrich Pesendorfer stammt ein Gedicht über die Linde, es wurde 1912 im Linzer Volksblatt veröffentlicht.
Die Linde von Faistenau.

Ich bin des Dorfes Linde,

Die Linde von Faistenau,

Mein Stamm mit morscher Rinde

Ragt hoch in des Himmels Blau.

Viel hundert Jahre steh’ ich,

Ein uralter Lindenbaum,

Und die Geschlechter seh’ ich,

Sie kommen und geh’n wie im Traum.

Und kommt vorbei an der Linde

Ein Täufling ins Gotteshaus,

So sprech’ ich über dem Kinde

Auch meinen Segen aus.

Naht sich zur Hochzeitsfeier

Die Braut im Myrtenkranz,

So tanzt sie mit ihrem Freier

Um mich den Hochzeitstanz.

Dem zarten Menschenkindlein,

Dem Mann in Sturm und Streit,

Dem Greis im letzten Stündlein

Geb’ ich mein treu’ Geleit’.

Und senkt an der Friedhofsmauer

Ein Herz man zur letzten Ruh’,

So deck’ ich in stiller Trauer

Das Grab mit Blüten zu.

Auch schlagen wird meine Stunde,

Dann bricht mein morscher Bau,

Und die Sage bringt noch die Kunde

Von der Linde von Faistenau.